# Aparat fotograficzny Thomasa Suttona
Aparat Suttona – pierwszy na świecie aparat fotograficzny o konstrukcji lustrzanki jednoobiektywowej zaprojektowany przez Thomasa Suttona w 1861.

## Opis konstrukcji
Aparat Suttona znany jest tylko z opisu i rysunku patentowego, do dziś nie zachował się żaden aparat tego typu. Wynalazek Suttona został opatentowany w Wielkiej Brytanii 20 sierpnia 1861 (numer patentu 2073) pod nazwą „ulepszony aparat fotograficzny do robienia fotografii portretowych i natychmiastowych zdjęć”. Według opisu patentowego aparat Suttona miał kształt podłużnej skrzynki i przypominał „normalne” ówczesne aparaty. Pomiędzy obiektywem a płytą światłoczułą umieszczono pod kątem 45° lustro, które pełniło także rolę migawki. Fotograf ustawiał ostrość patrząc się na obraz skierowany przez lustro na matówkę umieszczoną w górnej pokrywie aparatu. Zrobienie zdjęcia odbywało się poprzez podniesienie lustra zewnętrzną korbką tak, że odsłaniało ono płytę światłoczułą. Aparaty tego typu były produkowane przez Thomasa Rossa i Dellmeyera, żaden z nich nie zachował się do dzisiejszych czasów.

## Literatura przedmiotu
- Michael R. Peres (red): Focal Encyclopedia of Photography. Focal Press, 2007. ISBN 0-240-80740-5. (ang.). Brak numerów stron w książce
- John Hannavy: Encyclopedia of Nineteenth-Century Photography. New York: Taylor Francis Group, 2008. ISBN 978-0-415-97235-2. (ang.). Brak numerów stron w książce